# Lokiarchaeum ossiferum
„Ca. Lokiarchaeum ossiferum“ ist eine Kandidaten-Spezies der Kandidaten-Gattung (Biologie) „Ca. Lokiarchaeum“ der Archaeen-Familie Promethearchaeaceae.
Aus dieser Gattung stammen die ersten Metagenomik-Hinweise auf die Archaeen-Klasse Promethearchaeia (Lokiarchaeen) und damit des Reichs der Asgard-Archaeen (Promethearchaeati).

## Forschungsgeschichte

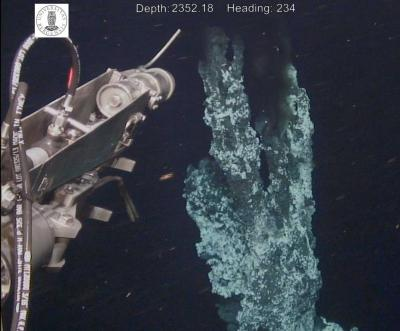
Spitze (1 m) eines 12 m hohen Schlotes der Hydrothermalquelle Loki’s Castle. Links im Bild befindet sich der Arm eines ferngesteuerten Unterwasserfahrzeugs, mit dem 2008 vom Centre for Geobiology der Universität Bergen Wasserproben entnommen wurden.

Das organische Material, in dem diese erste genetische Signatur der Lokiarchaeen identifiziert wurde, stammt aus Proben mariner Sedimente aus einem Geothermalgebiet in einer vulkanisch aktiven arktischen Tiefseeregion zwischen Nordwesteuropa und Grönland, in dem sich Schlote aus sulfidischen Mineralen über heißen Quellen, sogenannten Schwarzen Rauchern, gebildet haben. Es handelt sich um einen nördlichen Ausläufer des Mittelozeanischen Rückens in der Übergangsregion vom Nordatlantik in den Arktischen Ozean.
Das wegen der bizarren Formen der Schlote von seinen Entdeckern „Lokis Schloss“ (englisch Loki’s Castle) genannte Gebiet liegt im Mohn-Knipovich-Bogen (73,55° N, 8,15° O) am nordöstlichen Ende des Mohn-Rückens, im Übergang zum Knipovich-Rücken.
Die dort im Jahr 2010 entnommene Sedimentproben wurden durch Teams aus Bergen, Uppsala und der Arbeitsgruppe von Christa Scheper an der Universität Wien mit metagenomischen Verfahren analysiert, wobei sich eine Fülle von Hinweisen auf bis dahin unbekannte Archaeen ergab.
Insbesondere gehörte dazu die Kandidatengattung Lokiarchaeum, von der allerdings damals noch kein Vertreter im Labor in Reinkultur gezüchtet werden konnte.
Bei der niedrigen Zelldichte (Zellen pro Gramm Sediment) stammt die damals ermittelte DNA-Sequenz GC14_75 von Ca. Lokiarchaeum eher nicht von einer isolierten Zelle, sondern aus der Kombination von Genfragmenten mehrerer Individuen. Das gefundene Genom war zu 92 % komplett und 1,4-fach redundant. Insgesamt fanden sich damals zunächst Fragmente von drei Spezies bzw. Kladen (Loki1 alias GC14_75, Loki2 und Loki3) des neuen Archaeen-Taxons.
Erst wie 2019/2020 berichtet war es Mikrobiologen nach zwölf Jahren Forschungsarbeit gelungen, einem anderen Promethearchaeum syntrophicum genanntes neues und sich nur sehr langsam vermehrendes Mitglied der der Familie (mit Referenzstamm MK-D1) aus Tiefseeschlamm zu isolieren und zu kultivieren.
Zur Jahreswende 2022/2023 wurde dann nach diesmal sechs Jahren Forschungsarbeit die erfolgreiche Co-Kultivierung einer weiteren Spezies der Gattung Ca. Lokiarchaeum selbst, Ca. Lokiarchaeum ossiferum, bekannt gegeben.

## Beschreibung
Das Genom von Ca. Lokiarchaeum ossiferum setzt sich aus 5381 Protein codierenden Genen zusammen. Davon passen 32 % nicht zu bekannten Proteinen, 26 % sind eng mit den Proteinen bekannter Archaeen verwandt und 29 % mit bakteriellen Proteinen. Diese Zusammensetzung spricht für Folgendes:
1. Es handelt sich um Proteine eines neuen Stammes, der zusammen mit dem MAG von GC14_75 der Domäne der Archaeen ein neues basales Taxon hinzufügt.
2. Es hat ein besonders intensiver horizontaler Gentransfer von Bakterien zu Archaeen stattgefunden (Zum Vergleich: bei der Gattung Methanosarcina wurde „nur“ ein Anteil von 5 % Genen bakteriellen Ursprungs gefunden.[12]).

Ein kleiner, aber signifikanter Anteil der Gene (175 = 3,3 %) von Ca. Lokiarchaeum ossiferum ähnelt stark den Genen von eukaryotischen Proteinen. Da sie stets von prokaryotischen Gensequenzen flankiert vorkamen, war es war sehr unwahrscheinlich, dass diese für Prokaryoten höchst ungewöhnlichen Gene aus Verunreinigungen der Proben stammten. Zudem konnten auch im Metagenom der Sedimentproben des thermophilen Biotops wie erwartet keine Gene eukaryotischen Ursprungs entdeckt werden.
Proteine, die Ca. Lokiarchaeum ossiferum mit Eukaryoten gemeinsam hat, sind bei letzteren Bestandteile des Cytoskeletts und dienen der Verformung der Zellmembran und der Zellform.
Anscheinend teilt Ca. Lokiarchaeum ossiferum diese Fähigkeit mit Eukaryoten.
Ein anderes gemeinsames Protein, nämlich Aktin, ist essenziell für die Phagocytose der Eukaryoten, also der Fähigkeit der Organismen, Partikel zu umfließen und in die Zelle aufzunehmen. Wenn sich bestätigt, dass auch Lokiarchaeen zur Phagocytose fähig sind, könnte das gut erklären, wie es zur Symbiose von Archaeen und Bakterien kam.
Ca. Lokiarchaeum oder enge Verwandte könnten sich Bakterien einverleibt und dann als Symbionten genutzt haben, worauf diese sich dann nach der allgemein akzeptierten Endosymbiontentheorie zu Mitochondrien entwickelten.

## Systematik

### Äußere Taxonomie der Lokiarchaeen und Bedeutung in der Evolution

Stellung der Lokiarchaeen und der Wurzel der Eukaryoten im Stammbaum der Archaeen, vereinfacht nach Spang et al. Es basiert auf der Auswertung der Gene von 36 Proteinen, die bei Eukaryoten typisch und hoch konserviert sind. Da sich aus der Analyse dieser Gene nur bedingt auf die Wurzel der Archaeen schließen lässt, wurde der obere Teil des Stammbaums vereinfacht. Die hochgestellten Nummern sind die Taxonomie-Nummern in der Universal Protein Resource (UniProt).

Eines der drei ursprünglich gefundenen Teilgenome Loki1, Loki2 und Loki3 (vgl. Abbildung) weist einen signifikant niedrigeren GC-Gehalt als die beiden anderen auf. Das bedeutet, dass sie einen unterschiedlichen Gehalt der DNA-Basen Guanin und Cytosin in ihrer DNA aufweisen. Dieser Unterschied kann nur aus einer erheblichen Menge an einzelnen Punktmutationen der beiden Äste der Lokiarchaeen resultieren.
Die vergleichende Untersuchung der Genome von Ca. Lokiarchaeum ossiferum und denen von bekannten Eukaryoten lässt stark vermuten, dass diese Organismen eine gemeinsame phylogenetische Vergangenheit und einen gemeinsamen monophyletischen Stammbaum haben.

### Artenliste
Die Gattung Ca. Lokiarchaeum setzt sich nach LPSN, GTDB und der NCBI-Taxonomie wie folgt zusammen:
Gattung „Ca. Lokiarchaeum“ corrig. Spang et al. 2015 [„Ca. Lokiarchaeon“ Spang et al. 2015, früher „Loki1“]
- Spezies „Ca. Lokiarchaeum ossiferum“ Rodrigues-Oliveira et al. 2023 [Ca. Lokiarchaeum sp. B-35 (NCBI), Archaeon Loki-B35], mit
  - Stamm Loki-B35 – Fundort: Meeressedimenten an der Küste von Piran, Slowenien[11]
- Spezies Ca. Lokiarchaeum sp. GC14_75 (NCBI) [Archaeon Loki, Archaeon Loki1], mit
  - Stamm GC14_75 – Fundort: Schwarzer Raucher Lokis Schloss (englisch Loki's Castle, „Gakkelrücken“,[A. 1] Schwarzer Raucher)[6][23][22]
- Spezies Ca. Promethearchaeota archaeon isolate AMARA_1S (NCBI) [früher Lokiarchaeota archaeon isolate AMARA_1S (NCBI)], mit
  - Stamm AMARA_1S – Fundort: Sediment des Lacul Amara, Amara (Ialomița), Rumänien[22]

## Namensherkuft
Der Gattungsname und die Bezeichnung der Gruppe als „Lokiarchaeen“ nehmen Bezug sowohl auf den Fundort als auch darauf, dass diese Archaeen ihre Zellform ändern können und damit wie der Gott Loki der nordischen Mythologie Formwandler sind.